# Sue Thomas
Sue Thomas (ur. 24 maja 1950, zm. 13 grudnia 2022) – Amerykanka, która została pierwszą osobą niesłyszącą pracującą dla Federalnego Biura Śledczego jako tajny agent czytający z ruchu warg podejrzanych.

## Dzieciństwo
Sue urodziła się 24 maja 1950 roku w Boardman, Ohio. W wieku 18 miesięcy, z nie do końca znanych przyczyn, utraciła słuch. W wieku 7 lat Sue została najmłodszą w historii łyżwiarstwa mistrzynią stanu Ohio w łyżwiarstwie figurowym. Logopeda pomógł jej rozwinąć umiejętność mówienia, dzięki czemu stała się ekspertem od czytania z warg.

## Edukacja
Sue była jedynym głuchym dzieckiem w okręgowej szkole publicznej i nauczyciele nie wykazywali się odpowiednim zrozumieniem dla jej sytuacji. Traciła wiele z lekcji, bo chociaż siedziała z przodu, to nie zawsze mogła dobrze widzieć usta nauczycieli, często odwróconych w stronę tablicy. Rówieśnicy dręczyli ją na korytarzach i placu zabaw. Pomimo licznych trudności, Thomas zdobyła wykształcenie – ukończyła Springfield College w Massachusetts na wydziale Nauk Politycznych i Spraw Międzynarodowych.

## Kariera w FBI
Po miesiącach szukania zatrudnienia Thomas dowiedziała się, że FBI potrzebuje osób niesłyszących. Rozpoczęła pracę jako zbierający odciski palców, aby w końcu zostać ekspertem od czytania z warg w tajnym zespole prowadzonym przez Jacka Hogana, agenta FBI, który odkrył jej umiejętności. Thomas pracowała dla FBI przez 4 lata, od 1979 do 1983.

## Twórczość pisarska
W 1990 Sue Thomas napisała swoją autobiografię pod tytułem Silent Night, która stała się podstawą dla scenariusza serialu telewizyjnego Sue Thomas: Słyszące oczy FBI.